# Ogilbyina salvati
Ogilbyina salvati là một loài cá biển thuộc chi Ogilbyina trong họ Cá đạm bì. Loài này được mô tả lần đầu tiên vào năm 1966. Loài này được đặt theo tên của nhà khoa học người Pháp, tiến sĩ Bernard Salvat.

## Phân bố và môi trường sống
O. salvati được phân bố ở phía tây Thái Bình Dương, và là loài đặc hữu của New Caledonia. Chúng thường sống xung quanh các rạn san hô hoặc những bãi đá ngầm, trong các hồ thủy triều hoặc những đầm phá cạn ở gần bờ, ở độ sâu khoảng 15 m trở lại.
Trong khi 2 loài đầu tiên của chi Ogilbyina được tìm thấy duy nhất tại bờ biển phía đông châu Úc, thì O. salvati nằm khá xa về phía đông so với chúng.

## Mô tả
O. salvati trưởng thành dài khoảng 6 cm. O. salvati có màu đỏ tía. Quanh mắt có một đường bán nguyệt màu xanh lam. Ngực và 2 bên đầu có nhiều đốm xanh lam đậm. Các vây có viền màu xanh lam, trong suốt; riêng vây lưng có các hàng chấm xanh ở gần rìa. Đuôi có một đốm vàng hình tam giác. O. salvati, cũng như 2 loài họ hàng của nó, là một loài hung dữ và hiếu chiến, tuy nhiên vẫn còn khá nhát.
Số ngạnh ở vây lưng: 3; Số vây tia mềm ở vây lưng: 32 - 37; Số ngạnh ở vây hậu môn: 3; Số vây tia mềm ở vây hậu môn: 18 - 21.
O. salvati không được đánh bắt để phục vụ cho ngành thương mại cá cảnh.